# Stoker (Film)
Stoker ist ein US-amerikanischer Psycho-Thriller des südkoreanischen Regisseurs Park Chan-wook, mit Mia Wasikowska, Matthew Goode und Nicole Kidman in den Hauptrollen.

## Handlung
India Stoker hört und sieht Dinge, die andere Menschen nicht wahrnehmen können. An ihrem 18. Geburtstag kommt ihr Vater Richard bei einem Autounfall ums Leben. Während seiner Beerdigung taucht ihr mysteriöser Onkel Charlie auf, von dessen Existenz sie bis zu diesem Zeitpunkt nichts wusste. Es scheint eine besondere Verbindung zwischen ihm zu geben, denn India kann Charlies Stimme in ihrem Kopf hören. Charlie schlägt vor, einige Zeit bei India und ihrer Mutter Evelyn zu leben.
Die Hausangestellte Mrs. McGarrick verschwindet nach einem Streit mit Charlie spurlos. Als Richards Tante Gin zu Besuch kommt und ankündigt, mit Evelyn über Charlie sprechen zu wollen, sucht dieser sie an ihrem Motel auf und tötet sie mit seinem Gürtel. Gleichzeitig findet India die Leiche der Hausangestellten in der Kühltruhe im Keller. 
Als India an ihrer Schule von ihrem Mitschüler Pitts angegriffen wird und er sie schlagen will, sticht sie ihm mit einem Bleistift in die Hand. Ein anderer Mitschüler, Whip, verteidigt India. Am folgenden Abend, nachdem India beobachtet hat, wie Charlie und ihre Mutter sich näherkommen, trifft sie Whip an einem Diner.  Beide begeben sich in den Wald und küssen sich. Plötzlich beißt India Whip und sagt, dass sie nach Hause will. Als Whip versucht, India zu vergewaltigen, taucht plötzlich Charlie auf und tötet Whip. Charlie und India vergraben den toten Körper im Garten. Anschließend masturbiert India in der Dusche bei dem Gedanken an den Mord.
Bei Aufräumarbeiten in Richards Arbeitszimmer findet India eine Schublade mit Briefen von Charlie, die er scheinbar von seinen vielen Reisen geschrieben hat. Er schreibt ihr auch, dass er, wie sie, Dinge sehen und hören kann, die anderen verborgen bleiben. Kurz darauf fällt India jedoch auf, dass alle Schriftstücke aus einer Nervenheilanstalt gesendet wurden. Damit konfrontiert erzählt Charlie ihr, dass er als Kind seinen kleinen Bruder Jonathan getötet hat. Daraufhin wurde er in eine Nervenheilanstalt eingeliefert und  auf eigenen Wunsch erst zu Indias 18. Geburtstag wieder entlassen. Richard reiste deshalb an diesem Tag zur Anstalt, um seinen Bruder abzuholen, und bat Charlie, sich von seiner Familie im Gegenzug für ein Auto, Geld und eine Wohnung in New York fernzuhalten. Charlie erschlug Richard daraufhin mit einem Stein und inszenierte den Autounfall.
Howard, der Sheriff der Stadt, befragt India zu ihrem Treffen mit Whip, da dieser inzwischen vermisst gemeldet wurde. Charlie verschafft ihr ein Alibi und schlägt, nachdem der Sheriff gegangen ist, vor, gemeinsam nach New York zu gehen. Während India packt, geht Charlie zu Evelyn und behauptet, mit ihr zusammen nach Frankreich reisen zu wollen. India sei inzwischen alt genug, alleine zu Hause zu bleiben. Als die beiden beginnen, sich zu küssen, versucht Charlie, Evelyn zu erdrosseln und ruft India, die ihm dabei zusehen soll. India erscheint jedoch mit ihrem Jagdgewehr und erschießt Charlie. Sie vergräbt ihn im Garten und verlässt am nächsten Morgen das Anwesen mit Charlies Auto. Sie fährt absichtlich zu schnell, um die Aufmerksamkeit des Sheriffs auf sich zu lenken. Als sie angehalten wird, verletzt sie diesen mit einer Gartenschere am Hals. Während der Sheriff stark blutend durch ein Feld flüchtet, legt India mit dem Jagdgewehr auf ihn an.

## Hintergrund
Das Budget von 12 Millionen Dollar spielte der Film weltweit wieder ein. Stoker zählt zu den letzten Filmen, die Tony Scott vor seinem Tod mitproduzierte.
In der Grundkonstellation um eine scheinbar heile Familie, in deren Leben plötzlich der undurchsichtige Onkel Charlie eintritt, zeigen sich deutliche Parallelen zu Alfred Hitchcocks Film Im Schatten des Zweifels von 1943.

## Kritiken
„Im besten Fall geht es hier um die amerikanische Faszination für Gewalt, ein Thema, an dem sich das US-Kino schon in unendlichen Variationen abgearbeitet hat. Stoker vermag dem nichts Neues hinzuzufügen. Und so mündet der Film in einer etwas schalen Genre-Übung, die zwar wunderschön anzusehen ist. Aber zum ersten Mal wirken Parks magische Bilder wie blendender Budenzauber.“

„Seit Brian De Palma mit seiner Carrie hat sich keiner mehr getraut, den tumultartigen Übergang vom Mädchen zur Frau so hochsymbolisch nach außen zu stülpen – und das ist auch schon fast vierzig Jahre her […] Einmal zum Beispiel driftet India mit einem Jungen, zu dem sie sich hingezogen fühlt, nachts über einen Kinderspielplatz. Und Park Chan Wook nutzt diese standardisierte Drehscheibe, die in jedem Park um die Ecke zu finden ist, zu einer wahrhaft magischen Verschiebung der Perspektive […] Wer derart ansatzlos die Realität überwinden kann, mit den denkbar einfachsten Mitteln – der wird schon zu Recht als Meister verehrt.“

„Sein besonderer Reiz liegt […] weniger in der Handlung als darin, dass er seine Zuschauer in einen Traum zieht, der sich unmerklich in einen Albtraum verwandelt. Nur dass man daraus kaum erwachen mag: zu schön sein Setting mit der entlegenen Villa auf dem Lande, zu faszinierend seine kräftigen Farben, sein Hin und Her zwischen den Figuren, die sich, sanft geführt von der Hand eines Spielers, marionettengleich durch entrückte Szenerien bewegen.“

„Stoker ist Augenschmaus-Kino, aber die Schwere der starren Hollywood-Codes überlagert die Eigenart des Autors. Man muss erst die Amerikanismen übersetzen, und das dauert ein wenig.“

„All die Raffinesse, die ein Thriller besitzen sollte, beseitigt das Drehbuch schließlich mit berstender Suggestivkraft. […] Tatsächlich wird ‚Stoker‘, dafür, dass er so eklatant von den Werken Hitchcocks inspiriert ist, zu einer Antithese des Master of Suspense, indem er in übertriebenem Tonfall dem Film alle Bedrohung raubt, anstatt feinfühlig das Geheimnisvolle einzufordern.“

„Mit Stoker ist Park Chan-wook ein hervorragendes Filmdebüt im englischsprachigen Raum gelungen. Manchmal mögen die visuellen Metaphern ein wenig zu viel des Guten sein, aber die unheimliche Stimmung, welche der Filmemacher auch ohne größere Gewaltexzesse zu inszenieren weiß, wird beinahe zu jeder Minute dieses Horrorthrillers aufrechterhalten.“